# Relations entre la Chine et les États-Unis
Les relations sino-américaines sont les liens, à la fois de concurrence et de coopération, tissés entre les États-Unis d'Amérique et la république populaire de Chine. La plupart des analystes constatent que ces relations sont complexes et à multiples facettes : les deux pays ne sont ni alliés ni ennemis, mais sont néanmoins deux grandes puissances aux économies liées. L'exécutif américain ne considère pas la république populaire de Chine comme un adversaire, mais un concurrent dans certains domaines et un partenaire dans d'autres.
Jusqu'à nos jours, les relations ont été globalement stables mais il y eut quelques périodes plus tendues, notamment après la chute de l'Union soviétique, qui supprima un ennemi commun et fit des États-Unis la seule superpuissance mondiale. Ces derniers sont cependant préoccupés par les droits de l'Homme en Chine et le statut politique de Taïwan ainsi que par la situation au Tibet. Jusque dans les années 1970, les États-Unis reconnurent la république de Chine à Taïwan comme le gouvernement légitime de la Chine continentale et n'entretenaient pas de relations diplomatiques avec le régime communiste de la république populaire de Chine. Au cours de la guerre froide, la rupture sino-soviétique fournit une occasion aux États-Unis pour établir des liens avec la Chine continentale et en faire un contrepoids à l'Union soviétique.
Alors que quelques tensions persistent entre les deux surpuissances au XXIe siècle, il y a plusieurs facteurs de stabilité. La République populaire et les États-Unis sont des partenaires commerciaux importants et partagent des intérêts en ce qui concerne le contre-terrorisme et la prolifération nucléaire. De plus, la Chine est le plus grand créancier étranger des États-Unis. Les questions sur lesquelles doit progresser la Chine sont principalement des questions intérieures, et son gouvernement a envie de maintenir des relations stables avec les États-Unis. Les relations bilatérales sino-américaines sont marquées à la fois par une dénonciation de l'« hégémonisme américain » et une interdépendance économique croissante.
Les deux parties reconnaissent que leurs relations sont de la plus haute importance, au vu de leur statut de super-puissances économiques. De grands dirigeants politiques et des universitaires ont défini les relations sino-américaines comme le rapport bilatéral le plus important du XXIe siècle. « Les relations entre les États-Unis et la Chine façonneront le XXIe siècle », a déclaré le président américain Barack Obama en ouvrant le 27 juillet 2010 à Washington D.C., un sommet destiné à convaincre Pékin d'accroître leur coopération. À l'échelle planétaire, il est également reconnu qu'une entente américaino-chinoise est nécessaire pour pouvoir établir un traité climatique efficace.

## Historique

### Le commerce ancien

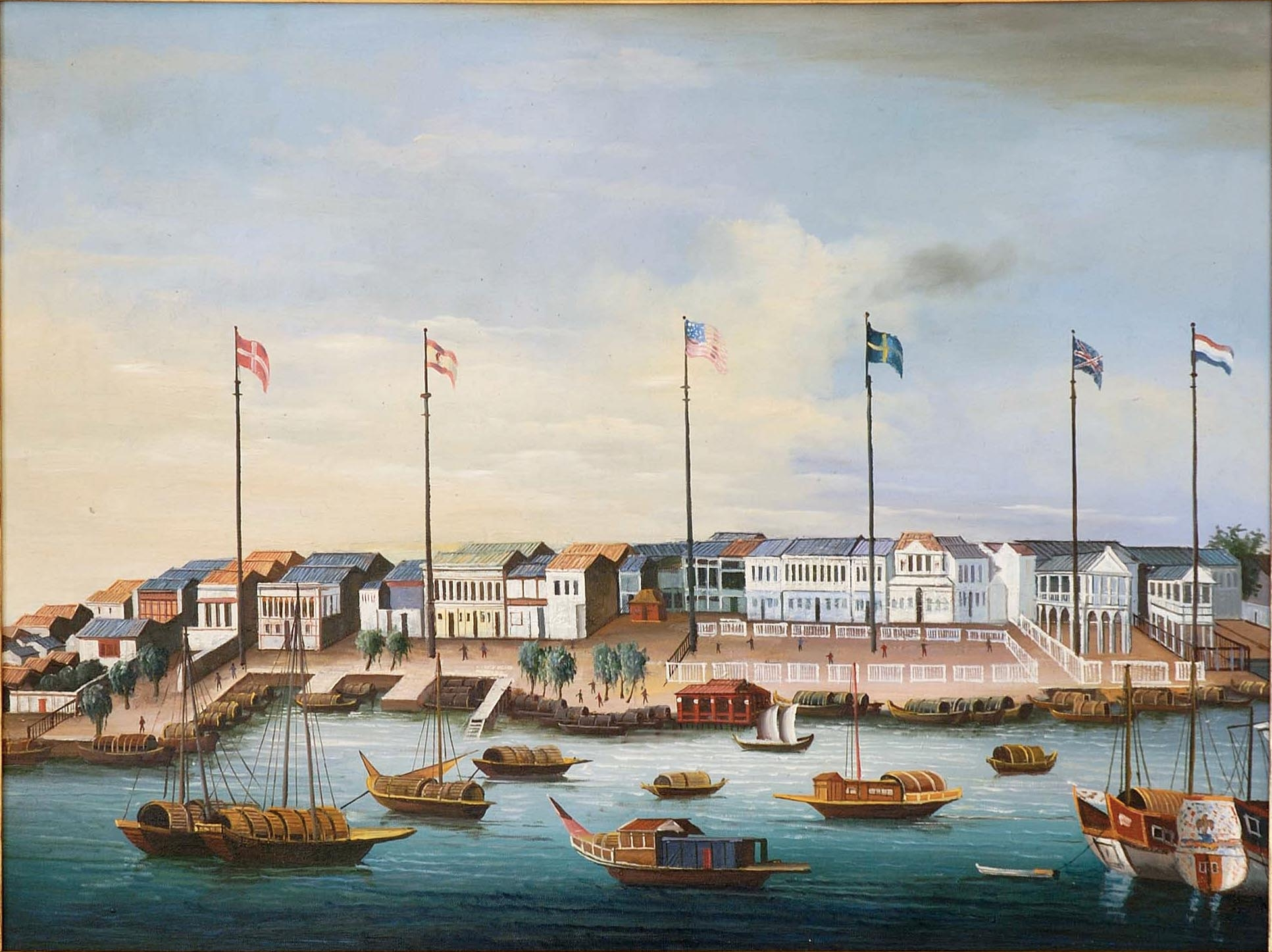
Thirteen Factories, la zone de Canton où le commerce étranger est permis au XVIIIe siècle.

Autrefois, le commerce de produits fabriqués en Amérique et vendus en Chine consistait en une exportation considérable de pièces de monnaie, de ginseng (panacée) et de fourrures vers la Chine, et un flux inverse beaucoup plus important de thé, coton, soie, et laques. Les marchands, qui jouaient le rôle d'intermédiaires entre les consommateurs chinois et américains, devinrent incroyablement riches grâce à ce commerce, donnant naissance à la première génération de milliardaires américains. De plus, de nombreux artisans chinois jouant sur le désir américain pour des marchandises exotiques ajustèrent leurs prix, et fabriquèrent des produits spécialement destinés à ce marché. Ces produits d'exportation arboraient souvent des motifs occidentaux.

### Guerre de l'opium
La fin de la première guerre de l'opium en 1842 mena au traité sino-britannique de Nankin qui contraignit plusieurs ports chinois à s'ouvrir au commerce étranger. Ce nouveau pacte entre la Grande-Bretagne et la Chine représenta une menace grave pour les avances commerciales américaines dans la région. Grâce au traité de Wangxia (1844), l'administration du président John Tyler assura une égalité entre le commerce américain et britannique, tout en garantissant l'extraterritorialité aux citoyens américains. En effet, ce traité donna aux États-Unis autant de privilèges que les autres puissances étrangères.
Après la défaite chinoise lors de la seconde guerre de l'opium, l'empereur Xianfeng fuit Pékin. Son frère Yixin, le prince Gong, ratifia le traité de Tianjin à la convention de Pékin le 18 octobre 1860. Ce traité énonça, parmi d'autres termes, que les États-Unis (en plus de la Grande-Bretagne, la France et la Russie) jouiraient du droit d'ouvrir des missions à Pékin, une ville fermée à cette époque. Onze nouveaux ports francs sont intégrés au commerce occidental.

### Le traité de Burlingame et la loi d'exclusion des Chinois

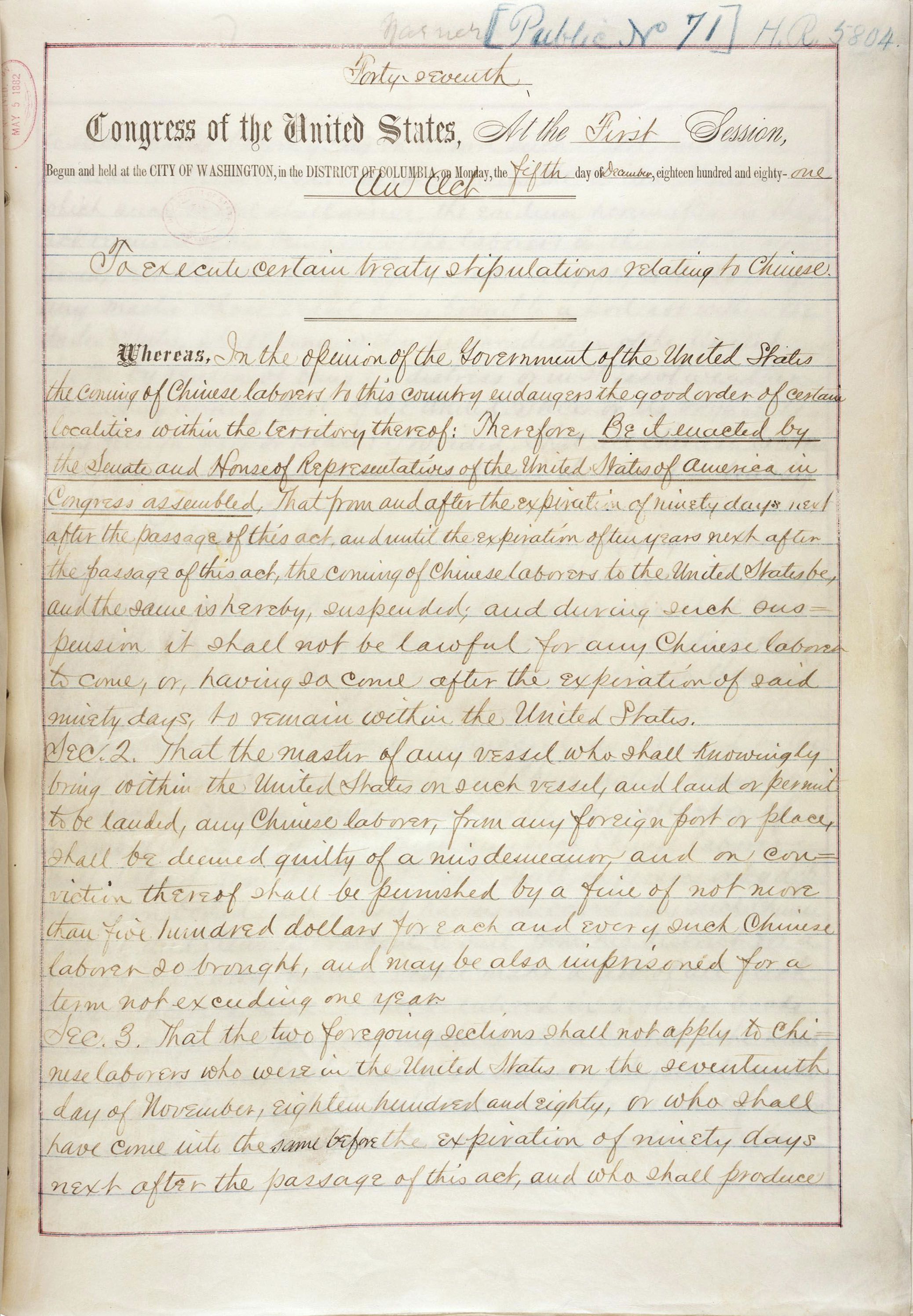
La première page de la Loi d'exclusion des Chinois.

En 1868, le gouvernement de Qing nomma Anson Burlingame son envoyé aux États-Unis. Burlingame visita le pays pour rallier du soutien pour une attitude plus équitable envers la Chine et ses émigrés. Le traité de Burlingame de 1868 incorpora ces principes. En 1871, la mission éducative chinoise amena le premier de deux groupes de 120 jeunes étudiants chinois aux États-Unis, menés par Yung Wing, le premier licencié chinois d'une université américaine.
Lors de la ruée vers l'or en Californie et la construction du chemin de fer transcontinental, un grand nombre de Chinois émigra aux États-Unis, suscitant l'amertume des citoyens américains. Après avoir été chassés des mines, la plupart des Chinois s'installèrent dans les quartiers chinois des villes comme San Francisco, occupant des métiers bas de gamme, tels que la restauration ou la blanchisserie. Durant les années 1870, dans un climat économique post-guerre de Sécession déprimé, les sentiments contre les Chinois se sont politisés, notamment à cause de Denis Kearney et de son parti travailliste et du gouverneur californien John Bigler. Les deux rejetèrent la responsabilité des salaires réduits sur la main d'œuvre chinoise.
Marquant la première restriction concernant l'immigration libre au cours de l'histoire américaine, le Congrès adopta la loi d'exclusion des Chinois le 6 mai 1882 à la suite de révisions apportées en 1880 au traité de Burlingame. Ces révisions permirent aux États-Unis de suspendre l'immigration, et le Congrès n'hésita pas à prendre des mesures pour tarir l'immigration chinoise et refuser aux travailleurs des mines le droit d'entrer au pays pour une période de dix ans, sous peine d'emprisonnement ou arrêt d'expulsion. En pratique, à cause de plusieurs renouvellements, l'interdit dura une soixantaine d'années.

### Révolte des Boxers
En 1899, un groupe de Chinois appelé les Poings de la justice et de la concorde amorça une révolte violente en Chine, connue par les Occidentaux sous le nom de la révolte des Boxers, contre l'influence étrangère dans le commerce, les affaires publiques, la religion et la technique. Leurs campagnes se déroulèrent entre novembre 1899 et le 7 septembre 1901, pendant les dernières années des Mandchous en Chine sous la dynastie Qing.

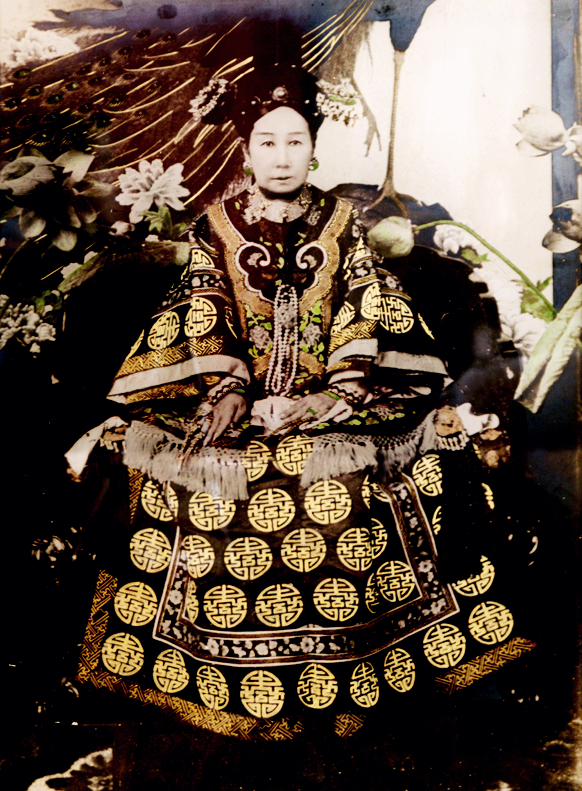
L'impératrice douairière Cixi.

Le soulèvement débuta comme un mouvement citoyen contre l'étranger et l'empereur dans le nord chinois. Les émeutiers attaquèrent les étrangers en train de construire des chemins de fer et usines, considérés à l'encontre des principes du feng shui, et les chrétiens, considérés comme responsables de l'emprise étrangère sur la Chine. En juin 1900, les boxers envahirent Pékin, tuant 230 envoyés et étrangers en plus de milliers de chrétiens chinois, principalement dans les provinces de Shandong et Shanxi. Le 21 juin, l'impératrice douairière Cixi déclara la guerre à tout pouvoir occidental. Le siège des légations étrangères de Pékin mit en danger des diplomates, étrangers, citoyens et chrétiens chinois pendant 55 jours. L'alliance, dites des Huit Nations, envoya 20 000 soldats à leur rescousse. Les Occidentaux furent battus par une armée musulmane chinoise à la bataille de Langfang, mais leur seconde tentative réussit grâce aux rivalités entre chinois.
À la suite de la victoire occidentale, le gouvernement chinois se trouva obligé de dédommager les victimes et de faire de nouvelles concessions. La mise en place de réformes après la révolte contribua à la fin de la dynastie Qing et à l'établissement de la république chinoise moderne. Les États-Unis jouèrent un rôle secondaire mais important dans la répression de la révolte des Boxers, principalement dû à la présence de ses navires et troupes aux Philippines.

### La politique des portes ouvertes

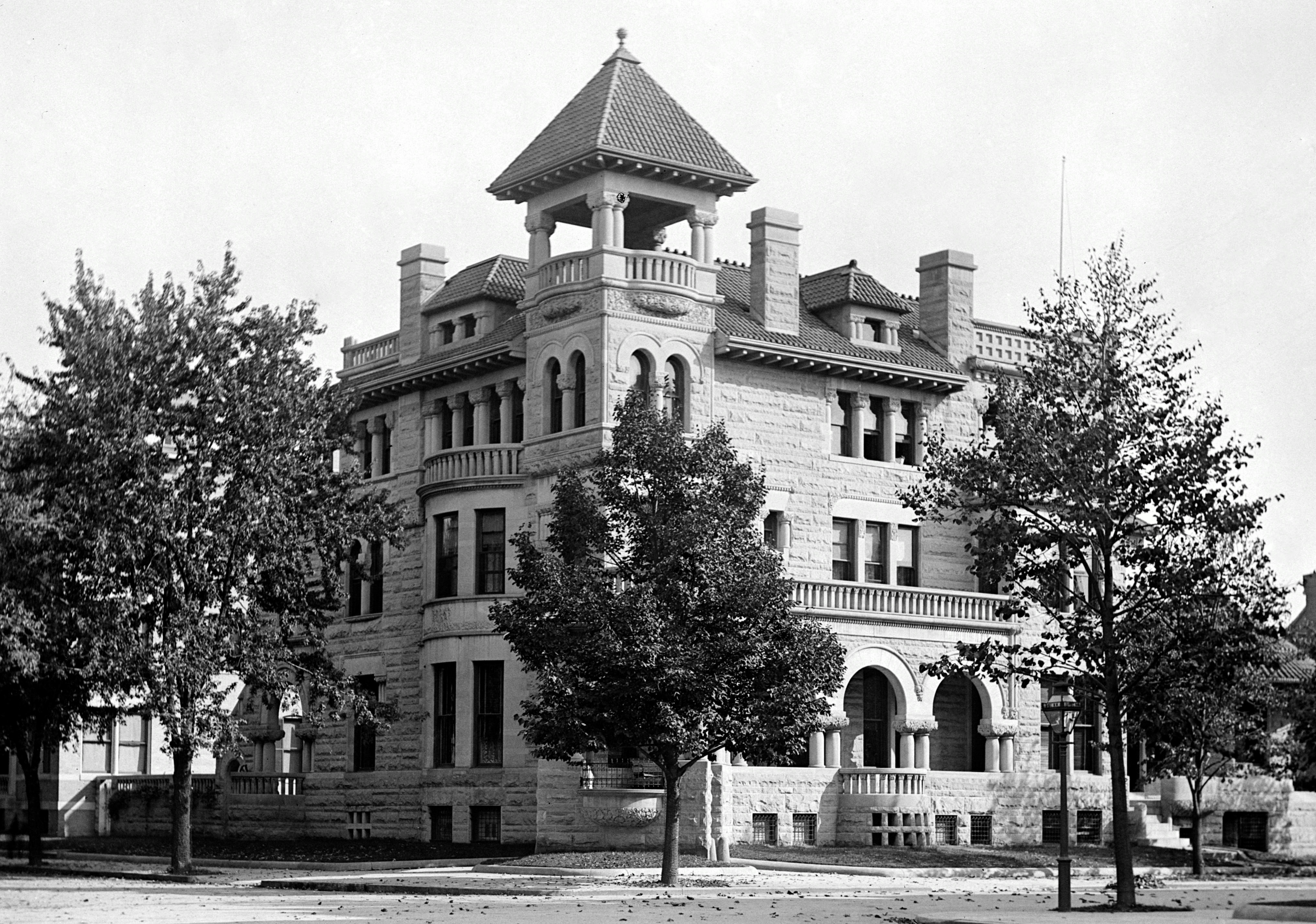
L'ancienne résidence de l'envoyé Wu Tingfang et le Bureau du légation Qing aux États-Unis, situé dans le quartier du Dupont Circle à Washington D.C..

Vers la fin du XIXe siècle, les grandes puissances mondiales (la France, le Royaume-Uni, l'Allemagne, l'Italie, le Japon et la Russie) se mirent à dépecer la Chine en zones d'influence, alors sous la dynastie Qing. Les États-Unis, manquant d'une telle influence, aspiraient à la fin de cette pratique. En 1899, le secrétaire d'État américain John Hay envoya des lettres diplomatiques à ces nations, leur demandant de garantir l'intégrité territoriale et administrative de la Chine et de ne pas gêner la libre utilisation des ports de traité au sein des zones d'influences respectives. Les puissances majeures évitèrent de s'engager sans l'accord d'autres puissances. Hay considéra cette attitude un consentement à sa proposition, qui serait dite des portes ouvertes.
Bien que généralement respectée internationalement, la politique des portes ouvertes fut ponctuée d'échecs. L'empiétement russe dans la Manchourie à la fin des années 1890 représenta le premier contretemps. Les États-Unis protestèrent contre ces actes, menant à une guerre entre la Russie et le Japon en 1904. Une fois de plus, le Japon sapa la politique des portes ouvertes avec ses Vingt et Unes Demandes imposées à la république de Chine d'alors. En plus, le Japon conclut des traités clandestins avec les Alliés, leur promettant les territoires allemands en Chine. L'échec le plus important survint en 1931, lors de l'invasion et l'occupation par les Japonais de la Manchourie, établissant l'État fantoche du Manchukuo. Les États-Unis, en plus d'autres pays, condamnèrent vivement l'acte mais ne firent rien à ce moment-là pour l'arrêter.

### Seconde Guerre mondiale
Le déclenchement de la seconde guerre chinoise-japonaise en 1937 fut accompagné d'un flot d'aide vers la république de Chine de Tchang Kaï-chek depuis les États-Unis sous la présidence de Franklin D. Roosevelt. Une suite d'actes de neutralité venait d'être votée, grâce au soutien des isolationnistes, qui interdiraient l'aide américaine aux pays en guerre. Cependant, Roosevelt nia qu'un état de guerre existait en Chine, puisque cette guerre n'avait jamais été déclarée, et se mit à y envoyer de l'aide.
Les romanciers, tels que Pearl Buck, et les rapports sur le massacre de Nankin (南京大屠杀) suscitèrent la compassion américaine pour les Chinois. Les relations américaines-japonaises empirèrent encore à la suite de l'incident du Panay lors du bombardement de Nankin. Roosevelt exigea des excuses de la part des Japonais, qu'il recevrait, mais les rapports entre les deux pays ne cessèrent pas de se dégrader. Le livre d'Edgar Snow, Étoile rouge sur la Chine (1935), rapporta que le parti communiste chinois de Mao Zedong fut capable d'entreprendre des réformes et de combattre les Japonais. Lors de l'éclatement de la guerre pendant l'été de 1937, les États-Unis offrirent du soutien moral, sans en effet agir.
En 1941, la Chine déclara officiellement la guerre au Japon après l'attaque japonaise contre les installations navales à Pearl Harbor, qui avait provoqué l'entrée en guerre des États-Unis. Le gouvernement des États-Unis octroya des aides à son homologue chinois en difficulté, alors siégeant à Chongqing. Tchang Kaï-chek s'adressa au Congrès américain et effectua un tour du pays afin de rallier des soutiens pour la Chine. Le Congrès révisa la Loi d'exclusion des Chinois et Roosevelt prit des mesures pour mettre fin aux traités inégaux. Cependant, l'impression que le gouvernement de Chiang était incapable de résister au Japon ou qu'il préférait concentrer son attention sur la lutte contre les communistes ne cesse pas de grandir. Les connaisseurs des affaires chinoises, tels que Joseph Stilwell, soutiennent qu'il profiterait aux Américains d'entrer en contact avec les communistes pour se préparer à une invasion contre-offensive terrestre du Japon. La Mission Dixie, à partir de 1944, marque le premier contact officiel entre les États-Unis et les communistes chinois. D'autres Américains, comme Claire Chennault, soutiennent l'approche aérienne. En 1944, le haut général Tchang Kaï-chek accepte la proposition de Roosevelt qu'un général américain se charge des forces dans la région, mais demande que Joseph Stilwell soit rappelé. Le général Albert Wedemeyer remplace Stilwell, et Patrick Hurley devint ambassadeur.
Tchang n'apprécie pas les Américains et se méfie de leurs intentions. Il croit que les États-Unis poursuivent un programme impérialiste en Chine. Le bureau de services stratégiques (ancêtre de la CIA) s'intéresse à un complot pour s'emparer du régime de Tchang, ce dernier ordonnant la mise à mort des conspirateurs. Chiang ne veut pas se trouver sous ordre des États-Unis ou l'Union soviétique, mais manœuvre pour se placer entre les deux sans prendre parti pour tirer le maximum des rapports russes et américaines. Chiang prévoit alors que les deux surpuissances entreraient en guerre et chercheraient son alliance, qu'il tournerait à l'avantage de la Chine.
Chiang diffère des Américains en matière idéologique. Il organise le Kuomintang à la manière d'un parti léniniste, refoule la dissidence et interdit la démocratie, prétendant qu'elle est impossible à appliquer en Chine.
Le généralissime manipule les Soviétiques et les Américains au cours de la guerre, déclarant d'abord à ces derniers qu'ils seraient les bienvenus dans les discussions entre Soviétiques et Chinois, mais en secret informant les Soviétiques que les Américains n'avaient pas d'importance et que leurs opinions étaient à ignorer. Dans le même temps, Chiang utilisa le soutien et la puissance militaire américaine en Chine contre l'Union soviétique dans les discussions, ce qui découragea les Soviétiques d'exploiter la Chine de peur de représailles militaires américaines.
Le bras droit de Chiang, le chef des services secrets Dai Li, fut à la fois contre les Américains et contre les communistes. Dai ordonna aux agents du Kuomintang d'espionner les officiers américains. Il s'était engagé auparavant dans la Société des chemises bleus, un groupe paramilitaire d'inspiration fasciste dans le Kuomintang qui cherchait à expulser les impérialistes occidentaux et japonais, écraser les communistes, et mettre fin à la féodalité. Dai fut assassiné dans un écrasement d'avion organisé soit par l'OSS américain soit par les Communistes.

### La prise du pouvoir par Mao Zedong

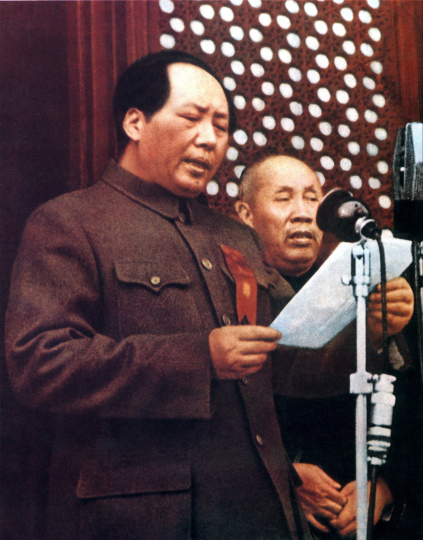
La déclaration de la république populaire de la Chine en 1949 par Mao Zedong.

À la fin de la Seconde Guerre mondiale, l'hostilité entre la république de Chine et le Parti communiste chinois éclata en guerre civile ouverte. Le général Douglas MacArthur chargea les forces armées sous Tchang Kaï-chek d'aller sur l'île de Taïwan pour accepter la reddition des troupes japonaises, marquant ainsi le début de l'occupation militaire de Taïwan. En 1946, le général américain George C. Marshall essaya de négocier une trêve entre la république de Chine et le Parti communiste chinois, mais l'effort perdit vite son élan.
Le mouvement nationaliste (soutenu par les États-Unis) dépérissait jusqu'en 1949, lorsque les Communistes l'emportèrent et chassèrent les Nationalistes de la Chine continentale vers Taïwan, parmi d'autres îles. Cette année est marquée par l'établissement de la république populaire de Chine par Mao Zedong alors que la république de Chine reste à Taïwan jusqu'à présent. Pendant une période de 30 ans après sa fondation par Mao Zedong, les États-Unis ne reconnurent pas la république populaire de la Chine, préférant maintenir des relations diplomatiques avec la république de Chine à Taiwan, qu'ils reconnurent comme le seul gouvernement légitime du pays. Cependant, le gouvernement à Taïwan ne se fiait pas aux États-Unis. Depuis la fin de la Seconde Guerre mondiale et la prise de pouvoir par Mao, les États-Unis sont le protecteur et le parrain de la Corée du Sud, du Japon et de Taïwan, trois pays voisins de la république populaire de Chine, qui entretiennent avec elle un passé et des relations conflictuelles. Les relations entre les États-Unis et la RPC sont ainsi forcément limités à cause de ces alignements.

### Guerre de Corée

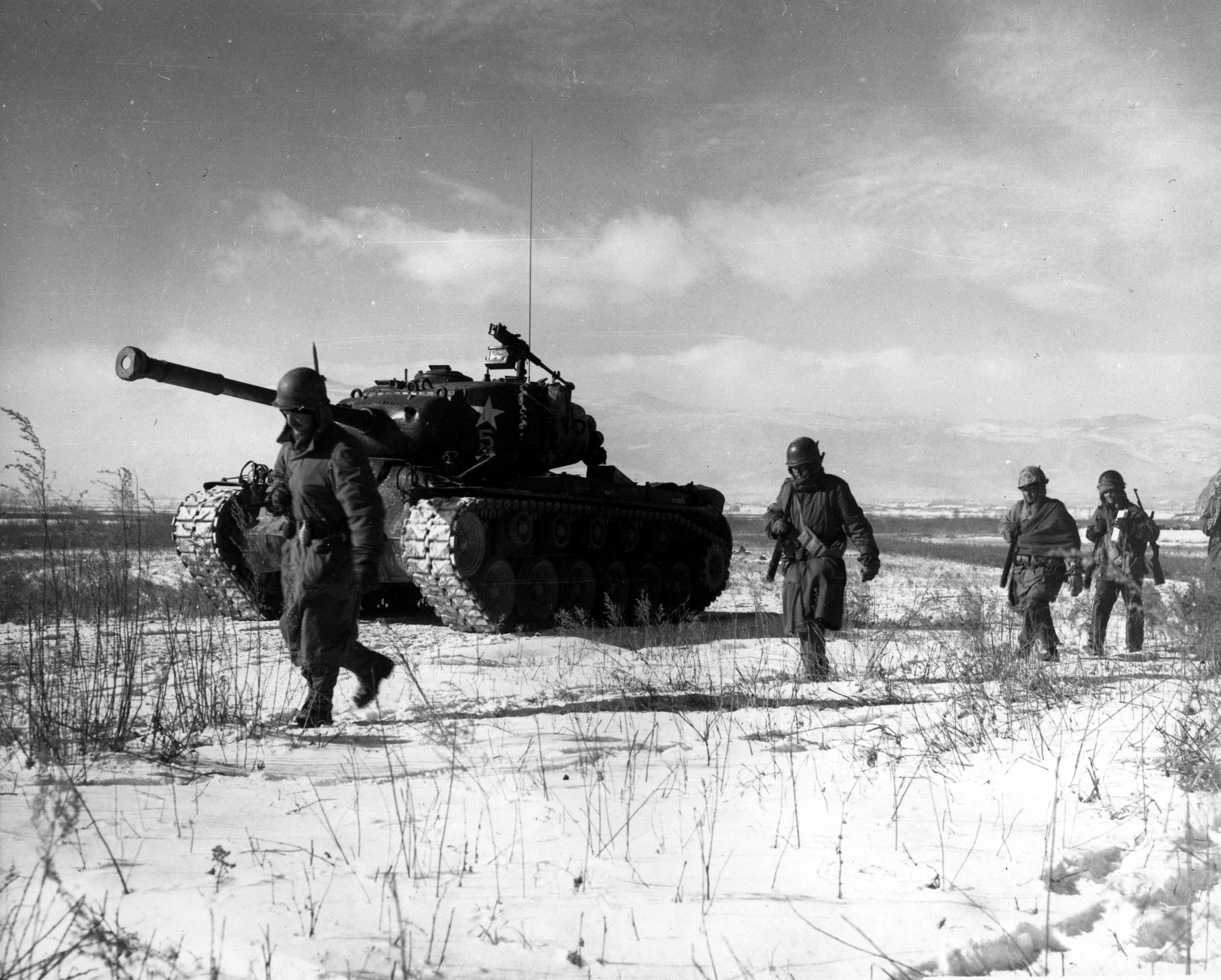
Une colonne de troupes blindées de la 1re Division Marine traversent les lignes communistes après leur percée réussie du réservoir de Chosin en Corée du Nord.

Tout espoir d'une normalisation de relations fut perdue avec l'affrontement de forces américaines et chinoises (de l'armée populaire de libération) à partir du 1er novembre 1950. En réponse à l'envahissement par la république populaire démocratique de Corée (un état communiste, soutenu par l'URSS) de la Corée du Sud (épaulée par les États-Unis), le Conseil de sécurité de l'ONU se réunit pour passer la résolution 82 qui condamna unanimement cette agression. L'adoption de la résolution était assurée par l'absence de l'Union soviétique (une puissance munie de droit de veto) depuis le mois de janvier en signe de protestation contre l'occupation du siège permanent par le gouvernement à Taïwan et non la république populaire de Chine.
Les forces dirigées par les Américains repoussèrent l'armée nord-coréenne, avançant au-delà de la frontière entre les deux Corées fixée au 38e parallèle et se rapprochèrent du fleuve Yalou sur la frontière chinoise-coréenne. À la suite de cette avance, la république populaire de la Chine s'engagea dans le conflit aux côtés de la république populaire démocratique de Corée. Les Chinois frappèrent à l'ouest, le long du fleuve Chongchon, et battirent plusieurs divisions sud-coréennes et réussirent à infliger un coup sévère aux restes des forces onusiennes. La défaite de la Huitième armée américaine entraîna la plus longue retraite d'une unité de toute l'histoire militaire des États-Unis. Les deux côtés subirent de lourdes pertes avant que les forces onusiennes ne refoule l'armée populaire de libération chinoise. Vers la fin de mars 1951, après un transfert important de forces chinoises vers la frontière coréenne, les Américains apprêtaient leurs bombes à la base aérienne de Kadena sur Okinawa.
L'armistice de 1953 entre les Nations unies, la Chine et la Corée du Nord met fin au conflit.

### Guerre du Viêtnam
La participation de la république populaire de Chine à la guerre de Viêtnam débuta en 1949 avec la réunification de la Chine continentale sous le communisme. Le Parti communiste chinois fournit du matériel et soutien technique aux communistes vietnamiens. Au cours de l'été 1962 Mao Zedong consentit à munir gratuitement Hanoï de 90 000 fusils et pistolets . Après le lancement de la campagne américaine surnommée Tonnerre roulante, la Chine envoya des forces terre-air et des bataillons du génie au Viêtnam du nord afin de réparer les dégâts faits par le bombardement américain, reconstruire des routes et voies ferrées et entreprendre d'autres travaux, permettant aux unités nord-vietnamiennes de se livrer au combat dans le sud.

### Lapremière crise du détroit de Taïwan
La levée du blocus naval de Taïwan par le président Dwight Eisenhower en 1953 permet à Tchang Kaï-chek de stationner des milliers de troupes sur les îles dans ce détroit. L'armée de la RPC répond avec le bombardement des îles, ce qui pousse Washington à s'engager à un traité de défense mutuelle avec les nationalistes chinois. Au printemps 1955 l'administration d'Eisenhower menace la Chine continentale d'une guerre atomique. En avril de la même année la Chine consentit de négocier, criant à une victoire limitée à la suite du retrait des Nationalistes de l'île Dachen. Le détroit redevient un foyer de crise en 1956 et en 1996.

### Première bombe atomique chinoise
La Chine a commencé ses recherches pour construire une bombe atomique au cours des années 1950, avec l'assistance de l'Union soviétique (URSS). Or, la fin des années 1950 et le début des années 1960 ont vu un refroidissement des relations entre la Chine et l'Union soviétique. Néanmoins, le 25 octobre 1964, la Chine fait exploser sa première bombe atomique bien à l'avance de la date prévue par les analystes occidentaux. Le premier test est venu au milieu des tensions sino-américaines sur l'escalade du conflit au Vietnam. Il avait lieu en même temps que la Chine a amassé des troupes le long de sa frontière avec le Vietnam.

### Rupture sino-soviétique
Après la reconnaissance officielle de la Chine populaire de Mao par Staline le 2 octobre 1949, les deux grandes puissances communistes mondiales renforcent leur alliance à travers un pacte de coopération. Le traité s'accompagne d'un ensemble d'accords politiques et économiques (aide soviétique aux Chinois).
De 1950 à 1953, lors de la guerre de Corée, la Chine et l'URSS sont les alliés de la Corée du Nord. Cependant, à partir de 1958, cinq ans après la mort de Staline, les relations entre les deux pays se dégradent. Khrouchtchev condamne le bellicisme chinois et refuse de leur fournir l'arme atomique.
En 1960, les relations économiques et l'aide technique sont mises en suspens. Enfin, la rupture intervient en 1963, notamment après le soutien soviétique à l'Inde lors de la guerre sino-indienne. Les différences sur la sécurité, les modèles de l'idéologie et de développement ont tendu les relations sino-soviétiques, aboutissant à des conflits frontaliers en mars 1969. Moscou a remplacé Washington comme la plus grande menace militaire pour la Chine, ce qui a contribué au rapprochement avec les États-Unis à Pékin.
Cependant, les années 1990 ont vu un réchauffement dans les relations sino-soviétiques. Ce rapprochement sino-russe ne constitue pas un nouveau bloc. En mai 2014, la Chine et la Russie ont signé un accord de 30 ans pour l'importation de gaz naturel d'une valeur estimée à 400 milliards de dollars US. Cet accord a permis à la Russie de diversifier ses exportations de gaz hors d'Europe, les exportations en Europe ayant été durement touchées par les sanctions occidentales après son invasion de l'Ukraine. Ainsi, ce rapprochement est plutôt un partenariat économique qu'une alliance, porté par les grands projets de « nouvelle route de la soie» d'Union économique eurasiatique annoncé en septembre 2015.

### La diplomatie du ping-pong
La diplomatie du ping-pong (乒乓外交) se réfère aux échanges de joueurs de ping-pong entre les États-Unis et la Chine. En 1971, une rencontre amicale inattendue entre les athlètes de ping-pong américains et chinois au Japon a ouvert la voie à une visite en Chine. En avril 1971, les athlètes sont devenus les premiers Américains à visiter officiellement la Chine depuis la prise de pouvoir communiste. L'acceptation en douceur de cette « diplomatie du ping-pong » a donné confiance aux deux parties. Cet événement a ouvert la voie à un renouveau dans les relations sino-américaines à l'occasion de la visite du président américain Richard Nixon en 1972 en Chine.

### Les négociations menées par Nixon

Mao Zedong et Richard Nixon.

Le président américain Nixon a mentionné dans son discours inaugural en janvier 1969 que les deux pays entraient dans une ère de négociation après une ère de confrontation. Nixon avait une réputation fortement anti-communiste, mais il avait une vision allant au-delà du confinement à la détente et des relations amicales. Il a estimé qu'il était dans l'intérêt national américain de forger une relation avec la Chine, même s'il y avait d'énormes différences entre les deux pays, en particulier pour isoler l'Union soviétique. En juillet 1971, Henry Kissinger (conseiller de sécurité nationale) feint la maladie lors d'un voyage au Pakistan et demeure caché au public pour une journée. Il était en fait sur une mission secrète à Pékin pour négocier avec le Premier ministre Zhou Enlai. Le 15 juillet 1971, le président Richard Nixon a révélé qu'il avait accepté une invitation à visiter la république populaire de Chine. Cette annonce a provoqué un choc dans le monde entier. Aux États-Unis, certains anti-communistes radicaux ont dénoncé cette décision, mais l'opinion publique l'a approuvé et la cote de popularité de Nixon a augmenté dans les sondages. De plus, parce qu'il était un fervent anti-communiste, il était largement à l'abri d'être suspecté de laxisme. 
Le Premier ministre chinois Zhou Enlai a formulé quatre demandes essentielles : retrait des troupes américaines de toute l’Indochine, retrait des troupes américaines de Taïwan, admission de la république populaire de Chine à l’ONU, et cessation de tout encouragement à la remilitarisation du Japon. Peu de temps après, l'ONU admet en son sein la république populaire de Chine, la dotant d'un siège permanent au Conseil de sécurité, qui avait été détenu par le gouvernement de Chiang Kai-shek (Taïwan) depuis 1945.
Le président Richard Nixon a visité la Chine en février 1972, visite au cours de laquelle il rencontre le président Mao Zedong et signé le Communiqué de Shanghai avec le Premier ministre Zhou Enlai. Le communiqué ouvre la voie à l'amélioration des relations sino-américaines en permettant à la Chine et aux États-Unis d'échanger sur plusieurs points de désaccord, en particulier le statut de Taïwan. Cette visite n'a pas conduit à la reconnaissance immédiate de la république populaire de Chine, mais des « bureaux de liaison » ont été mis en place à Washington D.C. et Pékin. Les États-Unis ont adopté la position statuant que la république populaire était celle de tous les Chinois, soutenant qu'il n'y avait qu'une seule Chine et que Taïwan faisait partie de la Chine populaire. La déclaration a permis à la république populaire et aux États-Unis de mettre temporairement de côté la question de Taïwan et de commencer une communication ouverte.

### La politique de la Chine unique reprise par Ford et Carter
Le président américain Gerald Ford a visité la Chine en décembre 1975 et a réaffirmé l'intérêt américain de la normalisation des relations avec Pékin. Après sa prise de fonction en 1977, le président Jimmy Carter a réaffirmé les objectifs du communiqué de Shanghai. Le secrétaire d'État Cyrus Vance et le conseiller de sécurité nationale Zbigniew Brzezinski ont encouragé Carter à rechercher des relations diplomatiques et commerciales avec la Chine. Pourtant, Brzezinksi cherchait de plus à établir rapidement une relation de sécurité avec Pékin pour contrer l'Union soviétique. Mais, Carter et Vance pensaient qu'un tel accord serait une menace pour les relations américano-soviétiques existantes, y compris les négociations de désarmements nucléaires en cours (SALT II). Alors, l'administration a décidé de poursuivre la normalisation politique et les relations non militaires. Ainsi, les États-Unis et la république populaire de Chine ont annoncé le 15 décembre 1978, que les deux gouvernements établiraient des relations diplomatiques le 1er janvier 1979. Moins d'un mois plus tard, Deng Xiaoping entreprend une tournée de neuf jours aux États-Unis pour célébrer l'événement. Les deux États font cause commune autour du projet d'endiguement de l'URSS : si les États-Unis tentent de ménager publiquement cette dernière, Deng Xiaoping s'abstient de l'attaquer directement dans ses discours publics, mais fait part de la nécessité de « travailler ensemble [et de] s'unir pour contrer l'ours polaire » lors d'entretiens avec Jimmy Carter et l'hebdomadaire Time,.

### Le massacre de la place Tian'anmen
Au printemps 1989, des milliers d'étudiants tiennent des manifestations sur la place Tian'anmen de Pékin, exigeant de réformes démocratiques et la fin de la corruption généralisée. Le 3 juin, le gouvernement envoie des troupes militaires pour dégager la place, laissant des centaines de manifestants morts. En réponse, le gouvernement américain stoppe les ventes militaires à Pékin et gèle leurs relations. Les événements de Tian'anmen ont perturbé la relation commerciale qu'entretenaient les États-Unis avec la Chine et l'intérêt des investisseurs américains pour la Chine a drastiquement baissé. Le gouvernement américain a répondu à la répression politique chinoise en suspendant certains programmes commerciaux et d'investissement les 5 et 20 juin 1989.
Le massacre de Tian'anmen fut un tournant : les réformistes du Parti communiste chinois ont été limogés ou mutés à des rôles de représentation. L'ancien Premier ministre Zhao Ziyang n'a jamais été réhabilité et a passé les quinze dernières années de sa vie assigné à domicile. Le maire de Shanghai, Jiang Zemin, qui s'était déplacé rapidement pour réprimer des protestations dans la ville, remplace Zhao comme secrétaire général du Parti.
Depuis ce temps, l'agitation politique a été extrêmement réprimée en Chine. Le gouvernement et la majorité de citoyens sont de la même façon concentrés sur la réforme économique et la prospérité, plutôt que la réforme politique. Le massacre de Tian'anmen est un sujet tabou et censuré par les autorités, la plupart de Chinois ayant en dessous de 25 ans n'en ont même jamais entendu parler. Les sites web qui mentionnent « l'incident de 4 juin » sont par ailleurs bloqués.

### Renormalisation des relations voulue par Bill Clinton
Le président Clinton (1993-2001) a re-normalisé les relations des États-Unis avec la Chine malgré des hauts et des bas. En 1996, la république populaire de Chine a conduit des exercices militaires dans la détroit de Taïwan dans le but d'influencer la première élection présidentielle libre sur l'île, déclenchant une troisième crise dans le détroit de Taïwan. Les États-Unis ont expédié sur place deux groupes de porte-avions. Par la suite, les rapports se sont détendus avec des échanges quantitativement hauts et un progrès sur de nombreuses questions bilatérales, y compris les droits de l'Homme en Chine, la prolifération nucléaire et le commerce. Le président Jiang Zemin a visité les États-Unis à l'automne de 1997, la première visite officielle aux États-Unis par un président de la république populaire depuis 1985. Les deux parties ont consenti à mettre en œuvre leur accord de 1985 sur la Coopération nucléaire paisible. Le président Clinton a visité la Chine en juin 1998, mais a été critiqué par certains pour avoir prêté peu d'attention aux violations des droits de l'Homme.
Les droits de l'Homme continuent à être une question vexante pour les Chinois. Cette année, le président Clinton lançait sa politique « de l'engagement constructif ». En 2004, Clinton a obtenu la libération du protestataire de la place Tian'anmen, Wang Dan, et de Wei Jingsheng. Pékin a ensuite expulsé les deux dissidents aux États-Unis. Pourtant, le président Clinton a signé en fin de mandat l'« Acte de relations d'États-Unis-Chine », accordant à Pékin des relations commerciales normales et permanentes avec les États-Unis en octobre 2000, ouvrant la voie à la Chine pour rejoindre l'Organisation mondiale du commerce en 2001. Entre 1980 et 2004, le commerce bilatéral a augmenté de 5 milliards à 231 milliards de dollars US.
Les États-Unis ont cherché à insérer la Chine dans les systèmes commerciaux de l'économie occidentale, dont les règles et les contraintes étaient fixées à Washington. Des conditions strictes sont imposées à l'admission de la Chine à l'OMC.

#### Destruction de l'ambassade chinoise à Belgrade et incident de l'île Hainan
En mai 1999, l'OTAN a bombardé l'ambassade chinoise à Belgrade pendant sa campagne contre la Serbie, tuant trois journalistes chinois. L'OTAN a évoqué une « erreur tragique », et la Chine a dénoncé un « acte barbare ». Des officiers de l'OTAN ont par la suite admis que l'attaque était intentionnelle, pensant que l’ambassade chinoise transmettait des communications de l’armée yougoslave. En octobre 1999, les deux pays signent un accord pour la compensation des familles des victimes, et aussi pour des paiements de dommages et intérêts aux propriétés diplomatiques respectives à Belgrade et en Chine.
En avril 2001, un avion de combat J-8 chinois est entré en collision avec un avion de reconnaissance américain EP-3 volant au sud de la Chine, ce qu'on a appelé « l'incident de l'île Hainan ». L'EP-3 américain dut faire un atterrissage forcé dans l'île Hainan malgré des dégâts importants ; l'avion chinois s'est écrasé avec son pilote. On a cru que l'avion de reconnaissance EP-3 conduisait une mission d'espionnage des forces armées chinoises avant la collision. Des négociations longues ont terminé aux lettres réciproques « d'excuses » qui a permis à l'équipage de l'EP-3 d'être libéré de l'emprisonnement 11 jours plus tard. Pourtant, on n'a pas permis à l'avion américain de partir du sol chinois pendant trois mois. Par la suite, les relations se sont progressivement améliorées encore une fois.

### La guerre commune contre le terrorisme
Les relations sino-américaines ont changé radicalement de visage après les attentats du 11 septembre 2001. La Chine a soutenu la « guerre contre le terrorisme » de George W. Bush et a voté en faveur de la résolution du Conseil de sécurité de l'ONU allant en ce sens. Elle a publiquement soutenu la campagne de coalition en Afghanistan et aussi contribué pour 150 millions de dollars d'aide bilatérale à la reconstruction afghane après la défaite du régime taliban. Peu de temps après les attentats, les États-Unis et la Chine ont commencé un dialogue sur le contre-terrorisme, qui s'est achevé à Pékin en février 2003.
Aux États-Unis, les attaques terroristes ont changé la nature du discours des détracteurs de la Chine. Il n'était plus possible de prétendre pour « l'équipe bleue » que la Chine était la menace principale pour la sécurité des États-Unis. Les priorités ont alors changé et se sont concentrées sur le Moyen-Orient. Ainsi, la politique étrangère américaine était réorientée pour éviter les problèmes en Asie orientale.

### Obama et le traité de libre-échange

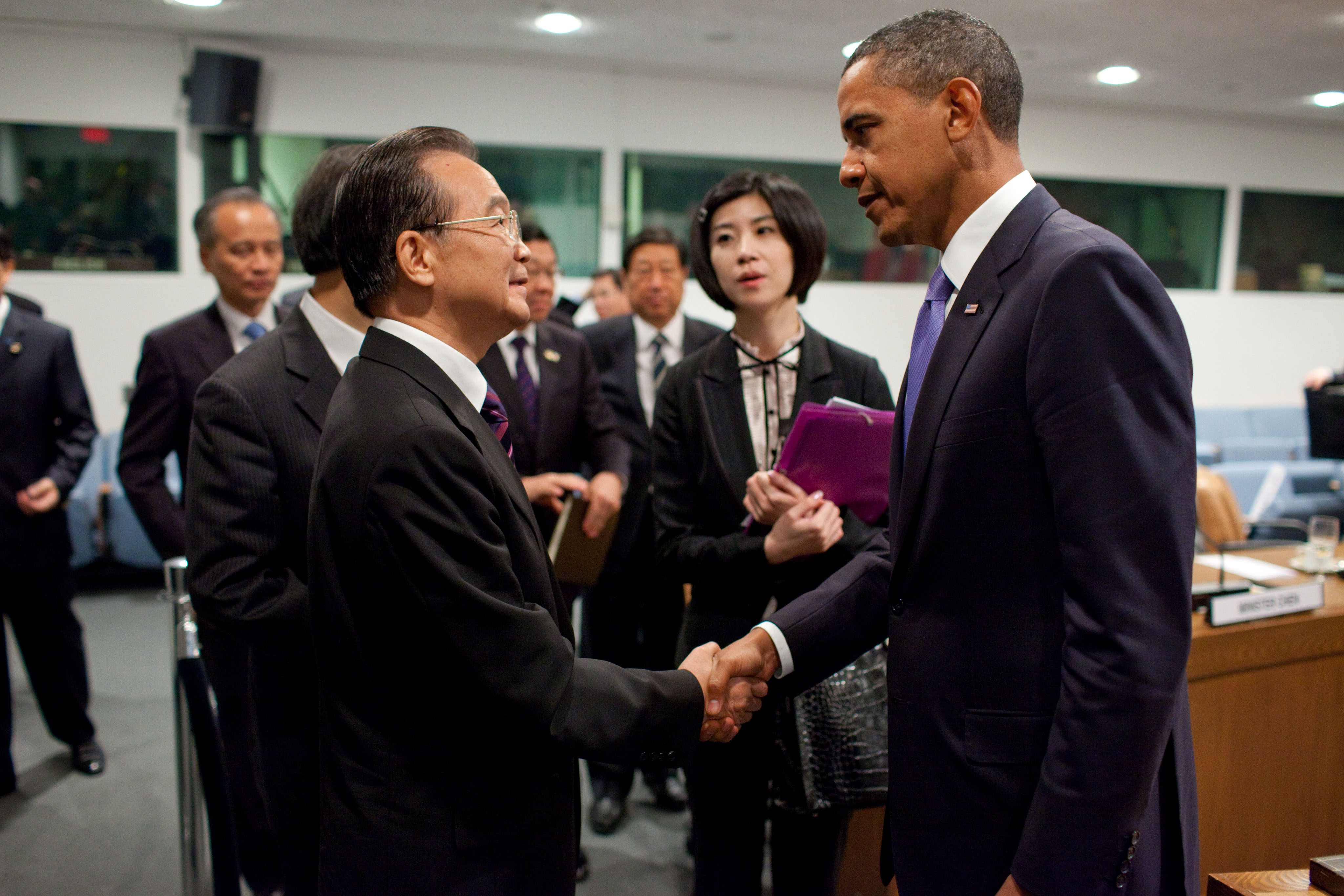
Rencontre entre le président américain et le Premier ministre chinois à New York en 2010.

La présidence de Barack Obama (2009-2016) a favorisé des espoirs pour la coopération accrue et a intensifié les niveaux d'amitié entre les deux nations. Le président chinois Hu Jintao a félicité Obama pour sa victoire à l'élection présidentielle de 2008. Pendant la conversation entre les deux présidents, les deux parties ont reconnu que le développement de relations était non seulement dans l'intérêt des deux nations, mais aussi dans l'intérêt du monde.
L'essor économique de la Chine a engendré des inquiétudes chez les Américains, ces derniers ayant joui d'une position de dominance mondiale depuis la fin de la Seconde Guerre mondiale. Ainsi, étant les deux pays les plus influents et puissants dans le monde, il y a eu des suggestions de plus en plus fortes dans les cercles politiques américains de créer un G-2 (Chimerica) pour que les États-Unis et la Chine puissent trouver des solutions de problèmes globaux ensemble.
Le Dialogue économique stratégique, introduit par les présidents W. Bush et Hu en 2006, a été élargi par l'administration Obama et est maintenant appelée « Dialogue stratégique et économique États-Unis-Chine ». La première réunion en juillet 2009 était ciblée sur une réponse commune à apporter à la crise économique mondiale, au réchauffement climatique, à la prolifération nucléaire et aux crises humanitaires.
Le président Obama a visité la Chine en novembre 2009 pour discuter de ces questions. Cependant, en janvier 2010, les États-Unis ont proposé une vente d'armes de 6,4 milliards de dollars à la république de Chine (Taïwan). En réponse, la république populaire de Chine a menacé d'imposer des sanctions sur des entreprises américaines fournissant des armes à Taïwan et suspendre la coopération sur certaines questions régionales et internationales.
En février 2010, le président Obama a rencontré le dalaï-lama, accusé par la Chine « de l'excitation de l'agitation au Tibet ». Après la réunion, la Chine a convoqué l'ambassadeur des États-Unis, qui a commenté la réaction chinoise comme étant en « demi-teinte ». Quelques activistes ont critiqué Obama pour son attitude assez discrète lors de la visite.
Les États-Unis ont par ailleurs incité la Chine continentale et Taïwan à signer un accord-cadre de coopération économique. En octobre 2011, le Secrétaire d'État américaine Hillary Clinton décrit « un pivot » américain vers l'Asie. Ceci inclut « une augmentation d'investissement diplomatique, économique et stratégique dans l'Asie-Pacifique ». Ce pivot était vu comme un mouvement pour contrer l'influence croissant de la Chine. En novembre 2011, au sommet de la Coopération économique pour l'Asie-Pacifique (APEC), Obama a annoncé que les États-Unis et huit autres nations ont atteint un accord sur un partenariat Trans-pacifique de libre-échange multinational. Il annoncé plus tard des plans pour déployer 2 500 fusiliers marins en Australie, incitant la critique de Pékin,.
Pour beaucoup d'officiels chinois et analystes, ce pivot vers l'Asie est une stratégie légèrement déguisée « d'encercler » la Chine. Quelques analystes ont proposé que la Chine doive répondre par « marchant vers l'ouest », en cherchant des alliés géopolitiques potentiels et des nouvelles opportunités économiques dans le continent Eurasien. De plus, cette stratégie stimulerait le développement économique dans des régions sous-développé dans l'ouest de Chine. Mais finalement, la réalité est que le pays le plus important dans les relations avec l'étranger de la Chine restera les États-Unis.
Dans un discours donné en 2015, Barack Obama déclare : « La Chine veut écrire les règles pour la région du monde qui connait la croissance la plus rapide. Pourquoi-la laisserait-on faire ? Nous devrions écrire ces règles ».

### Endiguement des ambitions territoriales de la Chine
Au grand mécontentement de Pékin, le 30 octobre 2010, la Secrétaire d'État Hillary Clinton se pose en protectrice de l'ASEAN face aux ambitions géopolitiques et revendications territoriales de la Chine. Pour Rex Tillerson, Secrétaire d'État sous l'administration Trump, laisser la Chine accéder aux iles en mer de Chine méridionale constituerait une « menace pour l’économie mondiale ».
Si d’importantes manifestations ont ainsi protesté contre le bombardement de l’ambassade chinoise à Belgrade en 1999, la dénonciation de « l’hégémonisme américain » a été absente, pour la première fois lors d’un congrès du Parti communiste chinois, lors du XVIe Congrès en novembre 2002. Du côté américain, selon le professeur Michael T. Klare, l'endiguement de la montée en puissance de la Chine constituerait la véritable motivation de l'augmentation continue des dépenses militaires américaines.
Malgré ses quatorze mille kilomètres de côtes, la Chine se heurte, dès qu’elle sort en mer, à l’armée américaine. Outre les bases de plusieurs dizaines de milliers de soldats au Japon et en Corée du Sud, plusieurs centaines de militaires sont présents à Singapour, en Thaïlande, aux Pakistan et dans quelques autres pays. L’armée américaine possède également des bases navales aux Philippines.
D'après Kishore Mahbubani, ancien ambassadeur de Singapour aux Nations unies, « lors d’une conférence de presse conjointe avec le président Obama, le 25 septembre 2015, Xi Jinping avait fait des propositions sur la mer de Chine méridionale qui incluaient l’approbation de déclarations soutenues par les dix membres de l’Association des nations de l’Asie du Sud-Est (Anase). Il avait ajouté qu’il n’avait pas l’intention de militariser les îles Spratleys, où des travaux gigantesques étaient en cours. L’administration Obama ne fit aucun effort pour donner suite à cette proposition conciliante, mais intensifia au contraire les patrouilles de sa marine. En réponse, la Chine a accéléré la construction d’installations défensives sur ces îles. » Le diplomate reproche ainsi aux États-Unis d'avoir « raté de multiples occasions d’y désamorcer les tensions ».

### Introduction du point de vue du président Xi
Le 9e président chinois Xi Jinping, arrivé au pouvoir en 2013, a exigé le rapprochement des deux pays pour étouffer « le malentendu et le soupçon ». Il a fait référence à une nouvelle ère sino-américaine qu'il décrit comme un « nouveau point de départ historique », soulignant que leurs intérêts inextricablement liés constituaient « un fleuve irrépressible qui ne cesse pas de déferler »,.
En juin 2013, le président américain Obama a accueilli son homologue Xi pour un sommet de « manche de chemise » en Californie dans un effort de construire un rapport personnel et faciliter des relations non-tendues entre les deux pays. Les présidents promettent de coopérer plus effectivement sur les questions bilatérales, régionales et globales, y compris le changement climatique et la prolifération atomique en Corée du Nord. Obama et Xi annoncent aussi vouloir établir un nouveau modèle de relations entre les États-Unis et la Chine.
En août 2018, le Congrès américain adopte la loi de défense nationale (NDAA), qui fait de la Chine et de la lutte pour « contrer son influence » la « priorité des États-Unis qui nécessite l'intégration de multiples éléments, notamment diplomatiques, économiques, militaires, et de renseignement ».

### Administration Trump et «guerre économique» (2016-2021)

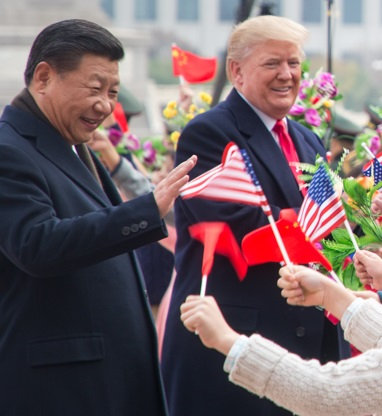
Donald Trump et Xi Jinping en novembre 2017

En janvier 2018, le gouvernement américain a fait grimper les tarifs (de 10 à 25 %) sur une série d’importations chinoises et menace d’étendre la mesure à l’ensemble des échanges. Le gouvernement chinois a réagi en taxant des produits américains. Dans un premier temps, selon la presse hongkongaise, « Pékin paraît avoir été pris au dépourvu par le blitz protectionniste de Trump et avoir sous-estimé la montée du sentiment anti-chinois dans l’élite américaine ». Washington pousse rapidement l’affrontement au-delà du seul domaine commercial : en août 2018, la loi de défense nationale (NDAA) adoptée par le Congrès (y compris par la majorité des démocrates) fait de la Chine et de la lutte pour « contrer son influence » la « priorité des États-Unis, [qui] nécessite l’intégration de multiples éléments, notamment diplomatiques, économiques, militaires et de renseignement ».
Le président américain Donald Trump se montre en 2020 très critique de la façon dont la Chine a fait face à la pandémie de Covid-19, l'accusant de l'avoir laissé se propager, et menace de rompre toutes relations diplomatiques et économiques avec elle. Il suspend par ailleurs la contribution des États-Unis à l'Organisation mondiale de la Santé (OMS) qu'il accuse d’être proche de Pékin. Mike Pompeo, le ministre américain des Affaires étrangères, a affirmé détenir « des preuves immenses » qu'un accident de laboratoire en Chine était à l'origine de la pandémie, refusant toutefois de livrer les preuves à l'appui de son affirmation. Donald Trump a également affirmée avoir « vu les preuves » à ce sujet. Cette théorie est cependant rejetée par l'OMS et la communauté scientifique internationale. Ces controverses provoquent une hausse du sentiment anti-chinois aux États-Unis ; selon une enquête du Pew Research Center publiée en avril, 66 % des Américains interrogés déclarent avoir une opinion défavorable de la Chine, en particulier les électeurs du Parti républicain.
Le 27 juin 2020, les États-Unis imposent des restrictions sur les visas aux autorités chinoises au sujet de la loi sur la sécurité de Hong Kong parce qu'ils pensaient être responsables de l'atteinte à la liberté à Hong Kong. Le 29 juin, la Chine annonce également des restrictions sur les visas contre les Américains « se conduisant mal » au sujet de la loi controversée sur la sécurité nationale dans le territoire autonome de Hong Kong, qui était considérée comme une réponse directe aux restrictions de visa imposées par les États-Unis.
Le 5 décembre 2020, le département d'État américain met fin à cinq programmes d'échange culturel avec la Chine, à savoir: « le programme de voyage éducatif en Chine pour les décideurs politiques, le programme d'amitié américano-chinois, le programme d'échange de leadership américano-chinois, le programme d'échange transpacifique américano-chinois et le programme éducatif et culturel de Hong Kong. » Ils décrivent ces programmes comme des outils de propagande de puissance douce du gouvernement chinois.

### Administration Biden

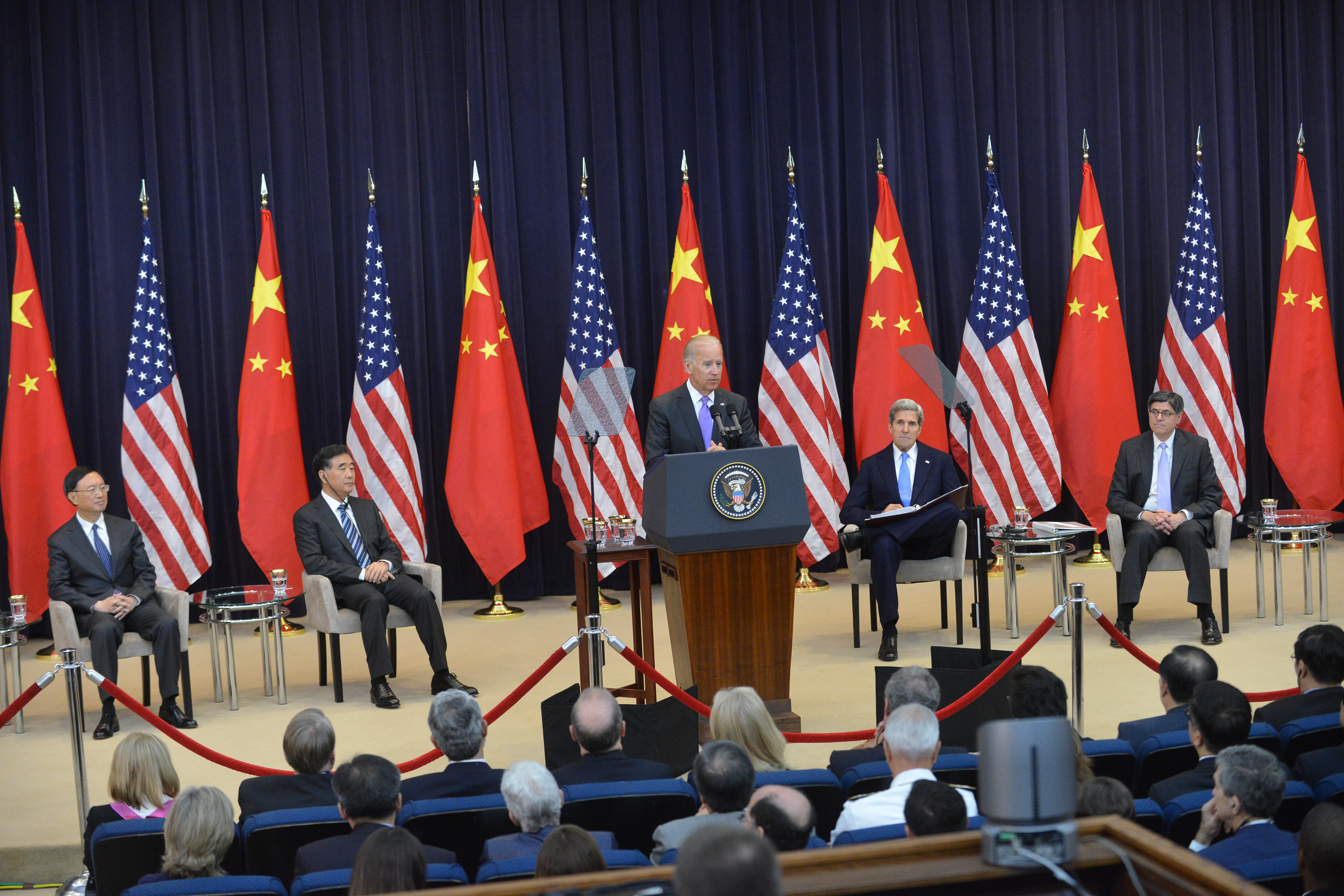
Le vice-président américain Joe Biden devant des officiels chinois au département d'État en 2013 pour le Dialogue stratégique et économique États-Unis-Chine.

Au total, l'administration Trump a imposé des droits de douane sur un total de plus de 300 milliards de dollars de produits chinois. La Chine a riposté en imposant des taxes à l'importation sur environ 100 milliards de dollars de produits américains. La plupart de ces mesures restent encore en place en 2023 plus de deux ans après que Joe Biden est devenu président.
En août 2020, Joe Biden qualifie la répression des ouïghours dans la région du Xinjiang de « génocide perpétré par le gouvernement autoritaire de la Chine ». En janvier 2021, Antony Blinken, secrétaire d’État désigné par Joe Biden, partage cette accusation de génocide.     
En mars 2021, les discussions sino-américaines d'Alaska prennent place entre des représentants de la Chine et des États-Unis pour discuter d'une série de questions affectant leurs relations.
Les États-Unis, le Royaume-Uni et l’Australie concluent en septembre 2021 contre la Chine un pacte militaire dénommé AUKUS. Le QUAD (qui comprend également le Japon et l'Inde), considéré comme une « OTAN asiatique », annonce simultanément renforcer sa présence militaire aux abords de la Chine. Le département américain de la Défense constitue par ailleurs une China Integration Team chargée d’appliquer le plan de bataille par les airs et par la mer (AirSea Battle (en)) à la Chine. Des centaines de missions de reconnaissance sont menées à proximité des côtes chinoises « en se faisant passer électroniquement pour des avions de ligne commerciale de Malaisie et des Philippines », souligne Tamara Kunanayakam, présidente du groupe de travail intergouvernemental de l’ONU sur le droit au développement.    
Un ballon espion chinois est repéré au dessus d'une base nucléaire par l'armée américaine au début de l'année 2023.

## Relations économiques
En 2011, l'économiste principal de la Banque mondiale Justin Lin déclara que la Chine, qui est devenue la deuxième économie du monde en 2010, pourrait devenir la première en 2030, dépassant les États-Unis, si les tendances actuelles continuent. Un rapport de la Standard Chartered Bank paru en 2011 suggéra que la Chine obtiendrait ce statut dès 2020. Un rapport de l'OCDE produit en 2007 par Angus Maddison estima que, selon les comparaisons de parité de pouvoir d'achat, la Chine devancerait les États-Unis en 2015. En fait, la recherche a montré que le PIB de la Chine est considérablement sous-évalué, par l'utilisation des données (périmées) de 1993. Rosen et Bao ont montré que le PIB de 2008 était en réalité de 13 à 16 pour cent plus élevés que les chiffres officiels, tandis que le PIB de 2013 s'était élevé à 10.5 trillions de $ plutôt qu'aux 9.5 trillions de $ officiels, en utilisant des références standards de 2008 de l'ONU. De plus, le secteur tertiaire a dépassé le secteur industriel en 2009 et pas en 2012. En 2010, James Wolfensohn, ancien président de la Banque mondiale, prédisait qu'en 2030 les deux tiers des classes moyennes de la planète habiteront en Chine.
Depuis 2009, la Chine et les États-Unis sont convenus de tenir des discussions régulières à propos des questions économiques et d'autres affaires communes. Le nationalisme économique semble être en hausse dans les deux pays, ainsi que noté par les chefs des deux délégations lors des exposés introductifs. Les deux pays ont aussi établi un dialogue de haut niveau pour discuter des questions politiques et pour formuler des résolutions.
John Mearsheimer, influent chercheur en relations internationales et ardent partisan de l'endiguement, soutient que les États-Unis devraient tout faire pour que « l’économie chinoise s'écroule ». L'administration Trump déclenche en 2018 une « guerre commerciale » contre la Chine (soutenue en cela par de hauts responsables du Parti démocrate, comme Chuck Schumer, chef du groupe démocrate au Sénat). Pour freiner son développement économique, les États-Unis ont réduit l'accès des importations d'origine chinoise au marché américain, excluent les entreprises chinoises de certains secteurs de haute technologie et imposé des contrôles stricts pour les visas des étudiants originaires de Chine. Le gouvernement américain promeut également une interdiction mondiale de la participation de Huawei à la construction d'infrastructures 5G. En décembre 2018, Meng Wanzhou, directrice financière de l'entreprise, est arrêtée au Canada sur demande des États-Unis.
La croissance de l’économie chinoise ralentit à 6 % en 2019, malgré des aides publiques massives, ce qui amène le président américain à se féliciter : « On est en train de gagner contre la Chine. Ils viennent de connaître leur plus mauvaise année depuis un demi-siècle, et c’est à cause de moi. Je n’en suis pas fier. »
En février et octobre 2019, soixante-six entreprises taïwanaises se sont retirées de Chine, soutenues par un programme incitatif du gouvernement taïwanais. Des dizaines d'entreprises américaines et japonaises se désinvestissent également. Selon une étude japonaise, sur les deux cents principales entreprises américaines implantées en Chine, cent vingt prévoiraient de se désengager partiellement ou totalement. 
En 2022, le commerce entre les États-Unis et la Chine atteint un niveau record : les importations et les exportations entre les deux pays totalisent 690,6 milliards de dollars, les importations américaines en provenance de Chine représentant 536,8 milliards de dollar et les exportations américaines vers la Chine 153,8 milliards de dollars. Néanmoins, le commerce bilatéral de biens et de services entre les États-Unis et la Chine représentait 3 % du PIB américain en 2022, en baisse de 19 % par rapport au pic de 3,7 % en 2014.

### Investissement mutuel
Entre 1972 et 1973 les États-Unis et la Chine renouèrent leurs relations commerciales. L'investissement direct de l'Amérique en Chine comprend un large éventail de fabrication, projets hôteliers, chaînes de restauration et pétrochimique. Des entreprises américaines ont conclu des accords qui établissent plus de 20 000 coentreprises capitales, coentreprises contractuelles ou entreprises à capitaux entièrement étrangers en Chine continentale. Plus de 100 multinationales basées aux É-U entreprennent des projets en Chine continentale, quelques-unes ayant des investissements multiples. L'investissement cumulé américain vaut $48 milliards. Le déficit commercial des États-Unis auprès de la RPC dépassait 234 milliards de $ en 2006 et reste son plus grand déficit commercial bilatéral. En 2011, le déficit commercial américain avec la RPC est monté de 273,1 milliards de $ en 2010 à un record de 295,5 milliards de $, représentant 75 % du déficit commercial américain.

### Critique chinoise de l'économie américaine
En tant que pays créancier important et le plus grand détenteur de la dette publique américaine, la Chine a été très critique à l'égard de la politique fiscale des États-Unis. À plusieurs reprises elle a exigé des mesures garantissant les investissements chinois dans les trésoreries américaines et a demandé la protection du pouvoir d'achat du dollar. En réponse à la dégradation de la note américaine par Standard & Poor's, la Chine riposta avec une critique vive de la politique fiscale américaine. Elle leur conseilla de mettre fin à sa dépendance à la dette, faisant appel au bon sens pour qu'ils vivent selon leurs moyens, et avertit que « le gouvernement des États-Unis doit accepter le fait pénible que le « bon vieux temps » où ils pouvaient emprunter pour se tirer de l'embarras est enfin révolu »,.
En octobre 2013, l'agence officielle Xinhua (Chine nouvelle) prolonge sa critique du shutdown américain par une critique de l'hégémonie des États-Unis : « Le blocage qui paralyse de façon cyclique à Washington tout accord bipartisan [entre démocrates et républicains, NDLR] sur le budget fédéral et le relèvement du plafond de la dette menace de nouveau les importantes réserves en dollars de nombreux pays et angoisse fortement la communauté internationale. [...] Au lieu d'honorer avec responsabilité ses devoirs de leader mondial, Washington avec en tête ses propres intérêts a abusé de son statut de superpuissance et accru le chaos dans le monde en transférant à l'étranger les risques [de son système] financier », mais également « en attisant les tensions dans des différends territoriaux et en menant des guerres injustifiées sous le couvert de mensonges ».

### Accusations de manipulation de la valeur du renminbi et critique des politiques monétaires américaines
Leur gestion des taux de change et de la monnaie divergent, ce qui pose problème aux États-Unis vu qu'une large partie de leur dette est financée par le gouvernement de la république populaire de Chine. Les deux pays se sont accusés d'avoir mal évalué leurs propres devises, et cette divergence reste une question importante. Des experts commerciaux reconnaissent que le renminbi a été sous-évalué. Les États-Unis considèrent que cette manœuvre contribue à la baisse dans le secteur industriel. Des chefs au cœur du gouvernement américain (surtout les députés des États industriels) ont fait pression sur l'administration d'Obama pour contraindre la Chine à augmenter la valeur de leur devise.
En revanche, le journal de l'État chinois a critiqué les politiques monétaires américaines. Néanmoins, après des dévaluations de l'euro, du yen et du won coréen, la mission de consultation du FMI en Chine conclut en mai 2015, que « le renminbi n'était manipulé ni sous-évalué ». Selon l'index du FMI, entre 2007 à 2014, le renminbi a apprécié de 32 % en termes réels, (pondérés par les exportations-importations). En effet, en mai 2015 (le dernier mois disponible de l'index du FMI), son appréciation totale depuis 2007 avait atteint 40 % - et a été significativement surévaluée. D'où la modeste dévaluation nominale de 3 % en août 2015 par rapport au dollar devrait être considéré dans un contexte à plus long terme. Les calculs des taux de change effectif réel de la Chine par la Banque de réserve fédérale de St. Louis appuient ces conclusions. Prenant 2010 comme un indice de 100, le taux effectif réel de la Chine était 129,6 en janvier 2016.

### Tarifs
La Chine est accusée par les États-Unis d'octroyer des subventions à ses fabricants pour que les produits chinois puissent dominer le marché. La Chine, quant à elle, a lancé une accusation contre les États-Unis en ce qui concerne des subventions sidérurgiques. En septembre 2009, un différend commercial est survenu, à la suite de l'imposition par les États-Unis d'un tarif douanier sur les pneus chinois importés. Le ministre chinois du commerce accusa les États-Unis d'une « mesure grave de protectionnisme », alors qu'un porte-parole du Représentant américain au commerce expliqua que le tarif était conforme à la loi et aux accords commerciaux internationaux.

### Terres rares

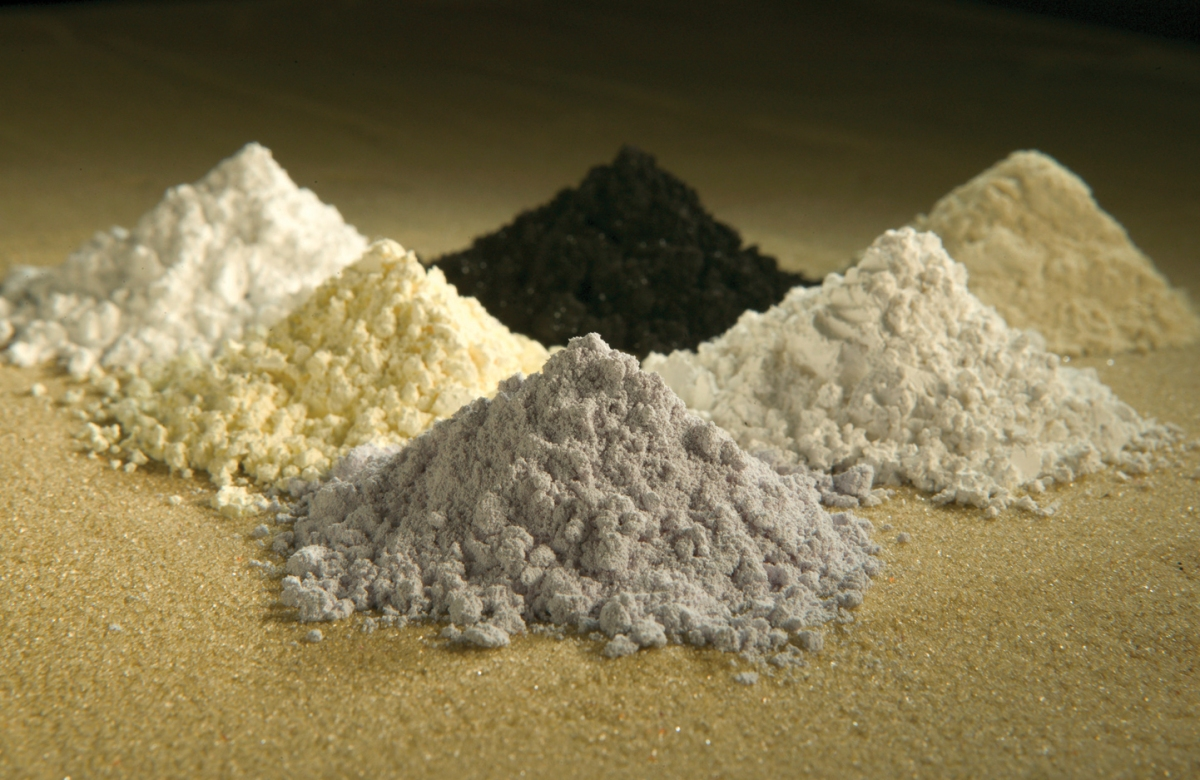
L'exportation des terres rares tient une grande place entre les deux surpuissances à cause de leur rôle dans les appareils modernes et l'électroniques.

En mars 2011, les États-Unis, l'UE et le Japon ont déposé « une demande de consultations » avec la Chine à l'Organisation mondiale du commerce sur ses restrictions d'exporter de terres rares. Les États-Unis et ses alliés ont déclaré que les quotas à l'exportation chinois violent des normes commerciales internationales, forçant les sociétés multinationales qui utilisent les métaux à déménager en Chine. La Chine a déclaré cette action « inconsidérée et injuste », jurant de défendre ses droits dans les désaccords commerciaux. La Chine prétend que le but des mesures fut de stimuler la production ailleurs sur la planète, puisqu'elle représente 90 % de la production de terres rares mais ne détient qu'un quart des gisements. La Chine a perdu ce conflit à l'Organisation Mondiale du Commerce en 2014, donnant l'Europe et les États-Unis une victoire sur ce qu'ils voient comme les pratiques commerciales déloyales de Pékin.

## Autres questions

### L'interdépendance croissante
Les relations économiques bilatérales encouragent cependant la coopération entre les deux États, tout en nourrissant les sentiments anti-chinois aux États-Unis, dans la mesure où ces échanges traduisent une dépendance américaine :
- du fait du déficit commercial américain vis-à-vis de la Chine ;
- en raison de la détention d’une part importante de la dette publique américaine, soit 1 240,8 milliards de dollars en bons du Trésor, par les investisseurs chinois en juillet 2015[93].

Les facteurs qui ont une influence sur ce déficit américain comprennent:
- Évaluation de l'économie chinoise: on est témoin d'un déplacement des industries d'assemblage vers la Chine depuis les pays récemment industrialisés en Asie. La Chine continentale est de plus en plus le dernier maillon d'une longue chaîne de production. Puisque les États-Unis accordent toute la valeur d'un produit à son assembleur final, les marchandises chinoises sont surestimées.
- La demande américaine pour des marchandises à forte intensité de main-d'œuvre dépasse la capacité domestique, alors que la RPC a mis en place des restrictions pour entraver l'importation des marchandises et services, souvent pour protéger des entreprises publiques.
- La sous-évaluation du renminbi par rapport au dollar américain.

### Accusations mutuelles de non-respect des droits de l'homme
Les États-Unis produisent chaque année un rapport sur l'état des droits de l'homme dans le monde dans lequel la Chine est régulièrement épinglée pour son utilisation routine de la coercition et de répression des libertés civiles pour les minorités ethniques, notamment les Ouïgours dans la région autonome ouïghour du Xinjiang et de Tibétains de la Région autonome du Tibet.
Compte tenu de la délicatesse de ce sujet, voilà ce qu'Amnesty International avait écrit dans son rapport sur la Chine de 2013. « Les autorités ont maintenu une mainmise sur des militants politiques, des défenseurs des droits de l'homme et de militants en internet, soumettant nombre d'actes de harcèlement, d'intimidation, de détention arbitraire et de disparition forcée. Au moins 130 personnes ont été détenues ou autrement restreint à étouffer la critique et empêcher les protestations avant la transition du leadership initié au 18e Congrès du Parti communiste en novembre. L'accès à la justice est restée insaisissable pour beaucoup, ce qui entraîne des millions de personnes de pétitionner au gouvernement pour se plaindre des injustices et de demander réparation en dehors du système juridique formel. Musulmans, bouddhistes et chrétiens, qui pratiquent leur religion en dehors des canaux officiellement sanctionnée, et les pratiquants de Falun Gong ont été torturés, harcelés, arbitrairement détenus, emprisonnés et confrontés à d'autres restrictions graves sur leur droit à la liberté de religion. Les gouvernements locaux ont continué à compter sur les ventes de terrains pour financer des projets de relance qui ont abouti à l'expulsion forcée des milliers de personnes de leurs foyers ou des terres à travers le pays. Les autorités ont déclaré qu'ils resserrent davantage le processus judiciaire dans les cas de peine de mort; mais des milliers ont été exécutés ». De nombreux autres rapports indépendants indiquent des violations similaires des droits de l'homme en Chine.
En réponse au rapport américain qui n'inclut pas les États-Unis, le gouvernement chinois publie un rapport annuel sur l'état des droits de l'homme aux États-Unis via l'agence xinhua: « Beaucoup de faits montrent que, en 2014, les États-Unis, un défenseur autoproclamé des droits de l'homme, a vu aucune amélioration dans ses existantes questions des droits de l'homme. Alors que sa propre situation des droits de l'homme est de plus en plus graves, les États-Unis ont violé les droits de l'homme dans d'autres pays d'une manière plus effrontée ».
En fait, le rapport d'Amnesty International sur les États-Unis 2014/15 indique que le record américain est loin d'être parfait. "Le président Obama a reconnu que la torture avait été effectuée à la suite des attentats du 11 septembre 2001 dans le cadre d'un programme de détention secrète autorisé par son prédécesseur et exploité par l'Agence Central d'intelligence (CIA). Cependant, la responsabilité et la réparation pour les crimes de droit international commis dans ce programme sont restés absents. Le résumé déclassifié d'un rapport du Sénat dans le programme a été publié en décembre. Des dizaines de détenus sont restés en détention militaire illimitée sur la base navale américaine de Guantánamo Baie, à Cuba, alors que le procès des commissions militaires ont continué dans une poignée de cas,. Préoccupé par l'utilisation de l'isolement prolongé dans les prisons fédérales et d'état et l'utilisation excessive de la force par la police a continué. Trente-trois hommes et deux femmes ont été exécutés au cours de l'année.

### Accords climatiques
Étant donné leur statut des deux plus gros pollueurs du monde, un accord entre les États-Unis et la Chine sur la réduction des gaz à l'effet de serre s'impose pour éviter le changement climatique catastrophique. En 2014, les États-Unis et la Chine ont annoncé des cibles environnementales: pour les États-Unis pour couper des émissions de gaz à effet de serre 26-28 pour cent au-dessous des niveaux de 2005 avant 2025; et pour la Chine pour atteindre un niveau maximal les émissions autour de 2030 et d'augmenter le parti non-fossile d'énergie à environ 20 pour cent avant 2030. Ces cibles étaient un signal fort que les deux pays se sont engagés au succès de pourparlers climatiques mondiaux à Paris prévu à la fin de 2015.
Le 24 septembre 2015, la Chine a aussi annoncé le lancement en 2017 d'un système d'échange de quotas d'émissions de carbone national qui couvrira des industries lourdes fortement polluantes. Ces industries représentent environs les trois quarts des émissions de carbone liées à l'énergie de la Chine. Si réussi, ceci serait le plus grand système de commerce d'émissions dans le monde. La Chine a aussi dévoilé des plans de prioriser la production électrique à faible teneur en carbone et d'éliminer progressivement les installations électriques les moins efficaces et polluantes. Ces annonces feront l'utilisation de la Chine comme une raison de retarder l'action américaine par des lobbies américains, de plus en plus non défendables.

### Corée du Nord
La Chine est l'allié le plus important de la Corée du Nord, le plus grand partenaire commercial et la source principale de nourriture, des armes et l'énergie. Le pays a aidé à supporter ce qui est maintenant le régime de Kim Jong-un et s'est historiquement opposé aux sanctions internationales dures sur la Corée du Nord dans l'espoir d'éviter l'écroulement de régime et un afflux de réfugié à travers leur frontière. L'escalade du comportement provocateur nord coréen (2013) est capable de renforcer les liens. Mais après le troisième essai nucléaire de Pyongyang en février 2013, les analystes disent que la patience de la Chine avec son allié peut être usée. L'exécution en décembre 2013 de Chanson-taek Jang, l'oncle de Kim Jong-un et conseiller avec liens proches à Pékin, a renouvelé des doutes dans la stabilité et du leadership nord-Coréenne.
Les États-Unis sont menacés directement par cet État voyou alors que la Chine, traditionnellement sympathisant, a décrit ses actions comme regrettables. La porte-parole du département d'État américain a fait allusion à la bonne unité de la réponse sino-américaine envers la crise, malgré leurs différences sur ses droits territoriaux maritimes,. En effet, la Chine a exprimé sa colère après un essai thermonucléaire de la Corée du Nord en janvier 2016. Néanmoins, la Chine considère la stabilité dans la péninsule coréenne comme une priorité. Son soutien à la Corée du Nord assure un pays allié sur sa frontière nord-est et constitue une zone tampon entre la Chine et le Sud démocratique, qui abrite environ 29.000 soldats américains et marines. Toutefois, les experts disent que le vif réchauffement des relations entre la Chine et la Corée du Sud pourraient changer le dynamique géopolitique en Asie orientale et saper l'alliance de Chine-Corée-du-Nord.
En septembre 2017, l’ambassadrice des États-Unis à l’ONU, Nikki Haley, avertit la Chine que les États-Unis pourraient envahir la Corée du Nord.

### Forces armées
L'investissement chinois en ses forces armées est en pleine croissance - un plan financier qui est souvent évoqué comme menace par Washington. Selon les chiffres du gouvernement chinois, la Chine accorda $45 milliards à la défense en 2007, alors que les forces américaines disposaient d'un plan financier de 623 milliards de dollars pour l'année 2008. Les États-Unis restent convaincus que la RPC dissimule la réelle dimension des dépenses militaires, avec des estimations spéculatives d'entre $85 milliards et $125 milliards annuellement. L'institut International Institute for Strategic Studies (IISS) a évalué le budget de défense de 2013 de la Chine à 188 milliards de dollars au lieu de 114 milliards de dollars officielles. L'institut IISS dans un rapport de 2011 soutint que si ces tendances des dépenses continuent, la Chine égalera les États-Unis militairement après 15 à 20 ans.
Cependant, un général majeur expert militaire chinois célèbre Yin Zhuo a répondu que la force militaire de la Chine ne sera pas un rival aux États-Unis même en 50 ans. Ceci était parce que la Chine n'a aucune intention de devenir ni un leader mondial ni chercher l'hégémonie mondiale. L'augmentation de Chine de dépenses militaires était uniquement une réponse au pivot américain vers Asie et son besoin de protéger ses droits territoriaux maritimes.
Pourtant, les États-Unis s'inquiètent que la Chine essaie de menacer les pays voisins ou l'Amérique elle-même. Ses préoccupations ont été exprimées quant au détournement de ressources vers l'armée de l'air et le développement des missiles, et même une base nucléaire ayant accès à la Mer de Chine méridionale. De même, le Bulletin des scientifiques atomistes écrit dans un rapport de 2010 que la Chine continue d'investir dans la mise à jour de ses forces nucléaires parce qu'elle considère sa force actuelle comme vulnérable à la capacité militaire américaine, et que des améliorations du système de missiles américain entraîneront des efforts chinois dans ce domaine également.
On a parlé d'une course militaire et technologique entre les États-Unis et la Chine. L'expansion et renouvellement des forces armées chinoises sont considérés si menaçants que les États-Unis ont envisagé le retrait de leurs forces des environs de la Chine et la mise au point de nouveaux systèmes d'armements. Quant à elle, la Chine développe sa capacité d'attaquer les satellites.

### Présence des forces armées américaines en Asie
Les États-Unis ont récemment entrepris le renforcement de leurs déploiements militaires en Asie. En l'automne de 2011, le président Obama a annoncé « un pivot » de la politique étrangère des États-Unis vers l'Asie. À cette fin, tous les aspects de « hard power » et « soft power » des États-Unis ont été réorientés. La logique de ce changement est que la région Asie-Pacifique sera l'épicentre du développement économique mondial au XXIe siècle et les États-Unis a une longue histoire en tant que puissance de l'océan Pacifique. Cette politique conduira en 2020, à baser dans le Pacifique 60 % des forces navales américaines, avec des forces positionnées aux Philippines, en Australie et à Singapour et des manœuvres en commun avec l'Indonésie. Malgré l'argument américain que ces transferts reflètent l'importance croissante de la région, la Chine a accusé les États-Unis de déstabiliser la région Asie-Pacifique.
Un point de friction important est la liberté de navigation. En septembre 2015, un officiel américain de la défense a déclaré que les États-Unis envisageaient d'envoyer des bâtiments naviguer dans le périmètre de douze milles autour de la zone où la Chine a reconstruit (remblayé) des îles dans la chaîne des Spratleys. Le commandant des forces américaines dans le Pacifique a refusé de dire comment les États-Unis comptaient réagir, mais a déclaré que c'était une option présentée au président Obama pour assurer la liberté de navigation partout dans l'Asie-Pacifique.
Un porte-parole de ministère des Affaires étrangères a répondu le 9 octobre 2015 que la Chine ne tolérerait pas les violations de ses eaux territoriales au nom de la liberté de navigation, si les États-Unis envisagent de déployer des bâtiments de guerre près des îles artificielles de la Chine dans la Mer de Chine méridionale. Elle a déclaré que la Chine respectait et avait toujours protégé le droit de chaque pays à la liberté de navigation et au survol conformément au droit international dans la Mer de Chine méridionale et dans le monde entier. Elle a recommandé vivement que « des partis pertinents » ne recourent pas « à des actions provocatrices » et « jouent un rôle responsable » dans la paix et la stabilité régionale.
Le 27 octobre 2015, un destroyer lance-missiles de l'US Navy (l'USS Lassen) est entré dans la limite de 12 milles nautiques des îles artificielles construites par la Chine dans la chaîne des Spartleys. Cet incident a déclenché une vive protestation à cette provocation au nom de la « liberté de navigation » en remettant en cause des revendications territoriales légitimes de la Chine. Mais, conformément à la convention des Nations unies sur le Droit de la mer (CNUDM), ces revendications ne peuvent pas être faites autour d'îles artificielles ou de récifs précédemment submergés. Par ailleurs, un porte-parole du ministère de la Défense a indiqué que des patrouilles de routine supplémentaires seraient effectuées dans les prochaines semaines. Le Vietnam, les Philippines, Taïwan, la Malaisie et Brunei contestent aussi la souveraineté de la Chine sur les parties d'une des voies de navigation maritime les plus fréquentées du monde.
La réponse des États-Unis a été conçue pour empêcher la Chine de créer un fait accompli qui pourrait fermer une grande partie de la mer de Chine du Sud. L'ironie est que l'échec du Sénat américain à ratifier la CNUDM signifie que les États-Unis ne pourrons pas s'en prendre à la Chine au Tribunal international du droit de la mer sur ses efforts pour convertir les récifs dans les îles et revendiquer des zones d'exclusion qui pourraient interférer avec le droit de libre passage - un intérêt majeur des États-Unis. Cependant, parce que la Chine a ratifié la CNUDM et que les États-Unis la respectent comme le droit international coutumier, il y a une base de négociation directe pour la préservation de la liberté des mers. Avec la bonne foi de la diplomatie, un conflit sino-américain dans la mer de Chine méridionale peut être évité.
Un autre point de friction est celui des zones de défense aérienne. En 2013, la Chine a déclaré une zone d'identification de défense aérienne (ZIDA) couvrant une large zone de la mer de Chine orientale, y compris des îles dont la possession légale est contestée par le Japon. En général, la mise en place d'une ZIDA par la Chine n'est pas en soi illégale selon le droit international ; cependant, la zone que la Chine a déclaré pour sa ZIDA est plus large que la pratique coutumière récente. Parce que le droit international a peu de précédents sur les ZIDAs, savoir comment ces dispositions sont mises en pratique entre la Chine, les États-Unis, le Japon (avec sa nouvelle contribution proactive à la politique de la paix) et d'autres pays sera tout aussi important pour la stabilité de l'Asie.
L'United States Space Force réalise en février 2020 son premier test de missile balistique intercontinental à ogive thermonucléaire. Selon Gérard Araud, ex-ambassadeur de France aux États-Unis, le projet américain rompt « avec une vision de l’espace comme un milieu démilitarisé et régi par le droit international ». La Chine, désignée comme adversaire stratégique, réclame depuis début 2019 l’ouverture de négociations afin d’élaborer un instrument juridiquement contraignant pour le contrôle des armements spatiaux.
En 2018, le budget militaire chinois représente 40 % de celui des États-Unis.

### Guerre de la Toile
Le 13 juin 2013, Edward Snowden, un ancien contractuel pour l'Agence nationale de la sécurité américaine (NSA) expose un programme de surveillance électronique américain énorme et s’enfuit à Hong-Kong. Dans une interview avec le South China Morning Post, il a révélé que les États-Unis ont piraté des systèmes informatiques chinois y compris la compagnie Huawei pendant des années. Les médias chinois d'État ont remarqué que « ceci n'est pas la première fois que les méfaits des agences gouvernementales américaines ont été révélés ». Le gouvernement américain a soutenu que ce fut à des fins de sécurité nationale et non pour donner un avantage concurrentiel aux entreprises américaines.
En mai 2014, une cour américaine a jugé cinq pirates informatiques chinois ayant des liens présumés avec l'Armée de Libération de la Chine pour avoir volé des technologies commerciales de plusieurs entreprises américaines. En réponse, Pékin a suspendu sa coopération dans le groupe de travail de cybersécurité commun des États-Unis et de la Chine.
Le sommet entre les États-Unis et la Chine qui s'est tenu à Washington le 25 septembre 2015 a permis de signer des accords pour qu'aucun des deux gouvernements ne supporte ou ne conduise d'espionnage informatique de propriété intellectuelle, y compris de secrets commerciaux ou d'autres renseignements commerciaux confidentiels. L'administration Obama a déclaré que les deux pays sont commis à la découverte des normes appropriées de comportement d'État dans l'espace virtuel dans la communauté internationale. Enfin, les pays ont aussi consenti à créer un groupe d'experts seniors pour des nouvelles discussions d'affaires cyberespace pour décourager la propagation des activités illégales de cyberespace,.

### Programme spatial
Le programme spatial chinois a été lancé avec la coopération de l'Union soviétique dans le développement de premiers missiles balistiques en 1956-57. Malgré d'une rupture des relations sino-russes, le premier satellite chinois, le Dong Fang Hong I (L'Orient est rouge), était mis en orbite le 24 avril 1970 à l'aide d'une fusée Longue Marche-1 tirée depuis le centre spatial de Jiuquan. La Chine, à la surprise des autres nations, devient la cinquième puissance spatiale après l'Union soviétique, les États-Unis, la France et le Japon.
En octobre 2013, Pékin fêtait les dix ans de son premier vol spatial habité. En septembre 2014, elle a affirmé qu'elle possèdera une station orbitale permanente aux alentours de 2022, à l'époque où la Station spatiale internationale (SSI) aura probablement cessé d'être exploitée. Le 7 octobre 2015, le premier satellite commercial d'observation optique à haute définition construit en Chine a été lancé. Ceci, est le dernier exemple de la transformation rapide de la Chine comme importateur au producteur dans le domaine sophistiqué de l'imagerie satellitaire. Lancé de Jiuquan dans la province du Gansu, une fusée Longue Marche 2-D chinois a placé quatre satellites dans une orbite polaire terrestre.
Vers 2018, la Chine prévoit de mettre en orbite un module expérimental de station spatiale, quatre ans avant la station finale. Malgré ces avancées, le programme spatial de la Chine n'a pas rattrapé son retard sur d'autres puissances spatiales comme les États-Unis ou la Russie, son programme n'ayant pas atteint un niveau de sophistication comparable,.

### Hong Kong
En 2019, les États-Unis apportent leur appui au mouvement protestataire hongkongais. Ils contribuent au financement du Civil Human Rights Front, qui a organisé des marches de protestation contre les autorités hongkongaises.
En octobre, le gouvernement américain menace de suspendre le statut économique spécial accordé à Hongkong et qui a favorisé l’expansion de la ville. Avec l'adoption du projet de loi « Hongkong human rights and democracy », les administrations américaines devront dorénavant faire un rapport annuel au congrès sur « l’état de la démocratie et du milieu des affaires », destiné à vérifier si la ville mérite le « traitement unique » dont elle bénéficie, afin d'accentuer les pressions sur l'exécutif hongkongais.

## Les relations à l'avenir telles que vues en 2015
En 2015, l'avenir des relations sino-américaines est le sujet de grands débats dans les sphères académiques, officielles et populaires. Comme la montée de la Chine coïncide avec la perception de la sur-extension impériale et du déclin des États-Unis, et la fin de Pax Americana, l'équilibre des forces entre les deux pays et leurs choix stratégiques seront fonctions de l'environnement international. Néanmoins, la relation Chine - États-Unis restera la relation bilatérale la plus importante du monde. Pour quelque temps à venir, les intérêts communs de la Chine et des États-Unis s'étendront, avec le besoin de coopérer dans leurs propres intérêts. La construction d'un nouveau modèle de relation entre la Chine et les États-Unis est dans leurs intérêts communs, et favorisant la paix, la stabilité et la prospérité du monde. Il est crucial qu'un nouveau modèle soit construit sur « la base de la coopération gagnant-gagnant » comme un moyen indispensable à la construction de la confiance stratégique,.
Juste, comme l'influence chinoise dans des pays environnants peut stimuler les craintes de dominance, donc les efforts de poursuivre des intérêts nationaux américains traditionnels peuvent également être perçus comme une forme d'encerclement militaire. Les deux côtés doivent comprendre les nuances par lesquelles des actions apparemment traditionnelles et raisonnables peuvent susciter les soucis les plus profonds de l'autre.
Le président Xi a souligné au sommet de septembre 2015 à Washington, que la relation de la Chine avec l'ordre international, est comme un participant, constructeur et collaborateur. Alors, les initiatives comme la Banque asiatique d'investissement pour les infrastructures (opposé par les États-Unis mais soutenue par 14 pays européens) sont des efforts pour essayer d'améliorer la communauté internationale. Ainsi, la Chine ne cherche pas à démembrer l'ordre international existant et construire un nouveau à partir de zéro. Le président Barack Obama a également déclaré que des relations sino-américaines sont une relation complexe et pas un jeu à somme nulle. Une Chine prospère et paisible est essentielle à un partenariat fructueux pour les É-U et dans l'intérêt de tous que la Chine jouera un rôle constructif dans des affaires internationales.
À cet égard, leur déclaration commune pour construire une confiance réciproque plus grande et simultanément supporter et étendre la coopération bilatérale et le dialogue inclut les engagements suivants :
- Mettre en œuvre des actions ambitieuses et vérifiables pour résoudre le changement climatique ;
- Ouvrir un nouveau canal de communications pour éviter le risque d'erreurs de calcul militaires dans l'Asie-Est ;
- Renforcer la sécurité internationale par la promotion du développement en Afghanistan et le renforcement des forces de maintien de la paix des Nations unies ;
- Ne pas engager ou soutenir le vol des droits de propriété intellectuelle et les secrets commerciaux ;
- Travailler ensemble pour la première fois pour promouvoir le développement mondial, l'assistance humanitaire, la réponse aux catastrophes, le développement agricole et la sécurité alimentaire[140],[141].